# پادشاه موریونگ
پادشاه موریونگ (به کره‌ای: 무령왕)، (زاده: ۴۶۲؛ سلطنت: ۵۰۱~۵۲۳ میلادی)؛ بیست و پنجمین پادشاه بکجه، یکی از سه پادشاهی کره بود. در طول سلطنت او، بکجه با شیلا علیه گوگوریو متحد شد و روابط خود را با چین و ژاپن گسترش داد.

## پیش‌زمینه
آرامگاه پادشاه موریونگ او را «پادشاه ساما» می‌نامد و سال تولد او را ۴۶۲ میلادی ثبت کرده است.
سامگوک ساگی او را «پادشاه موریونگ» با نام تولد «ساما» می‌نامد. او به عنوان دومین پسر بیست و چهارمین پادشاه بکجه، پادشاه دونگسونگ توصیف شده است. زمانی که پادشاه دونگسونگ توسط «بکگا» یک مقام دربار ترور شد، موریونگ پادشاه شد. سال بعد او یک شورش برنامه‌ریزی شده توسط «بکگا» را سرکوب کرد.

### دیگر توصیف‌ها
لیانگ شو از چین نام خانوادگی او را «یو» و نام تولد او را «یونگ» می‌گذارد و بیان می‌کند که او بکجه را به یک ملت قدرتمند تبدیل کرد.
نیهون شوکی ژاپنی تاریخ تولد او را ۲۵ ژوئن ۴۶۱ میلادی می‌داند و او را پسر بیست و یکمین پادشاه بکجه، پادشاه گون‌گه‌رو توصیف می‌کند. ثبت شده است بویو گونجی، برادر پادشاه گون‌گه‌رو برای خدمت به امپراتور یوریاکو به همراه مادر پادشاه موریونگ به ژاپن رفت و او در حالی که کشتی آنها از کنار یک جزیره کوچک ژاپنی می‌گذشت، زایمان کرد. او در سوابق ژاپنی «سماکیشی» و «پادشاه شیما» نامیده می‌شود زیرا در جزیره ای به دنیا آمد.

## حکومت

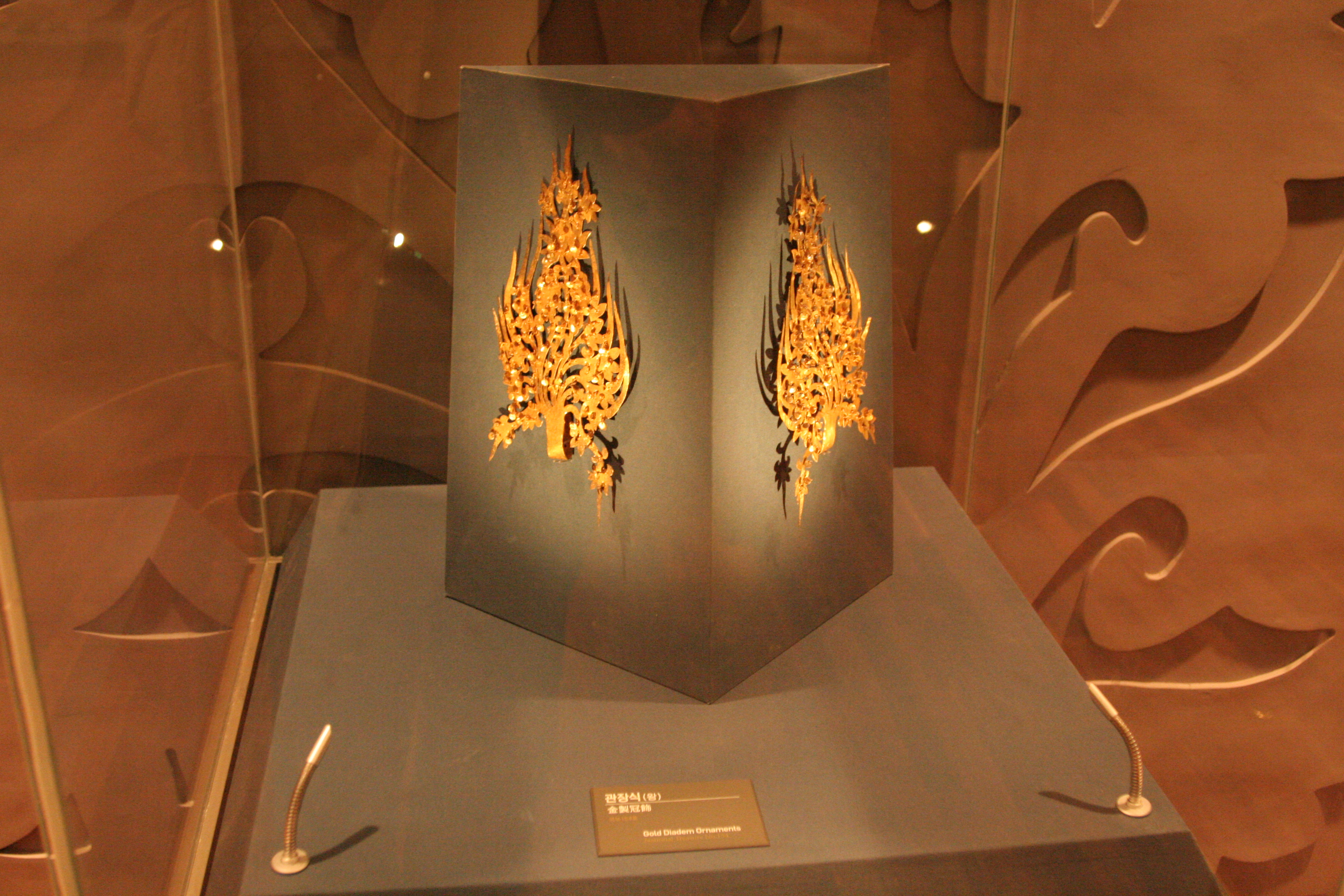
تاج پادشاه موریونگ در آرامگاه او

درسال ۵۰۱ میلادی، او ارتشی را برای حمله به دژ سوگوک گوگوریو فرستاد. درسال ۵۰۳ میلادی حمله مالگال را دفع کرد. درسال ۵۰۷ میلادی، او با موفقیت دیگری با حمله نیروهای گوگوریو و مالگال مقابله کرد. درسال ۵۱۲ میلادی، گوگوریو دو دژ بکجه را فتح کرد، اما پادشاه موریونگ خودس ۳٫۰۰۰ جنگجو را برای نابودی ارتش گوگوریو رهبری کرد. درسال ۵۲۳ میلادی دستور ساخت دیواری مستحکم برای دفاع از مرز شمالی را صادر کرد.
بر اساس منابع تاریخی و باستان‌شناسی، تماس و تجارت بین چین و بکجه در زمان سلطنت پادشاه موریونگ افزایش یافت. درسال ۵۱۲ میلادی، طبق گفته لیانگ شو، پادشاه موریونگ اولین مأموریت بکجه را به دربار تازه تأسیس دودمان لیانگ چین فرستاد. مأموریت دوم درسال ۵۲۱ میلادی فرستاده شد و پیروزی‌های مختلفی را بر گوگوریو اعلام کرد. در پاسخ، امپراتور لیانگ القاب مختلفی را از جمله «ژنرال بزرگ آرام کننده شرق (ژنرال نینگدونگ)» و «پادشاه بکجه» به او اعطا کرد. این عناوین نیز بر روی لوحی در آرامگاه پادشاه موریونگ حک شده است.
درسال ۵۹۳ میلادی آینه‌ای برنزی و درسال‌های ۵۱۳ و ۵۱۶ میلادب علمای کنفوسیوس را به ژاپن فرستاد.

## میراث

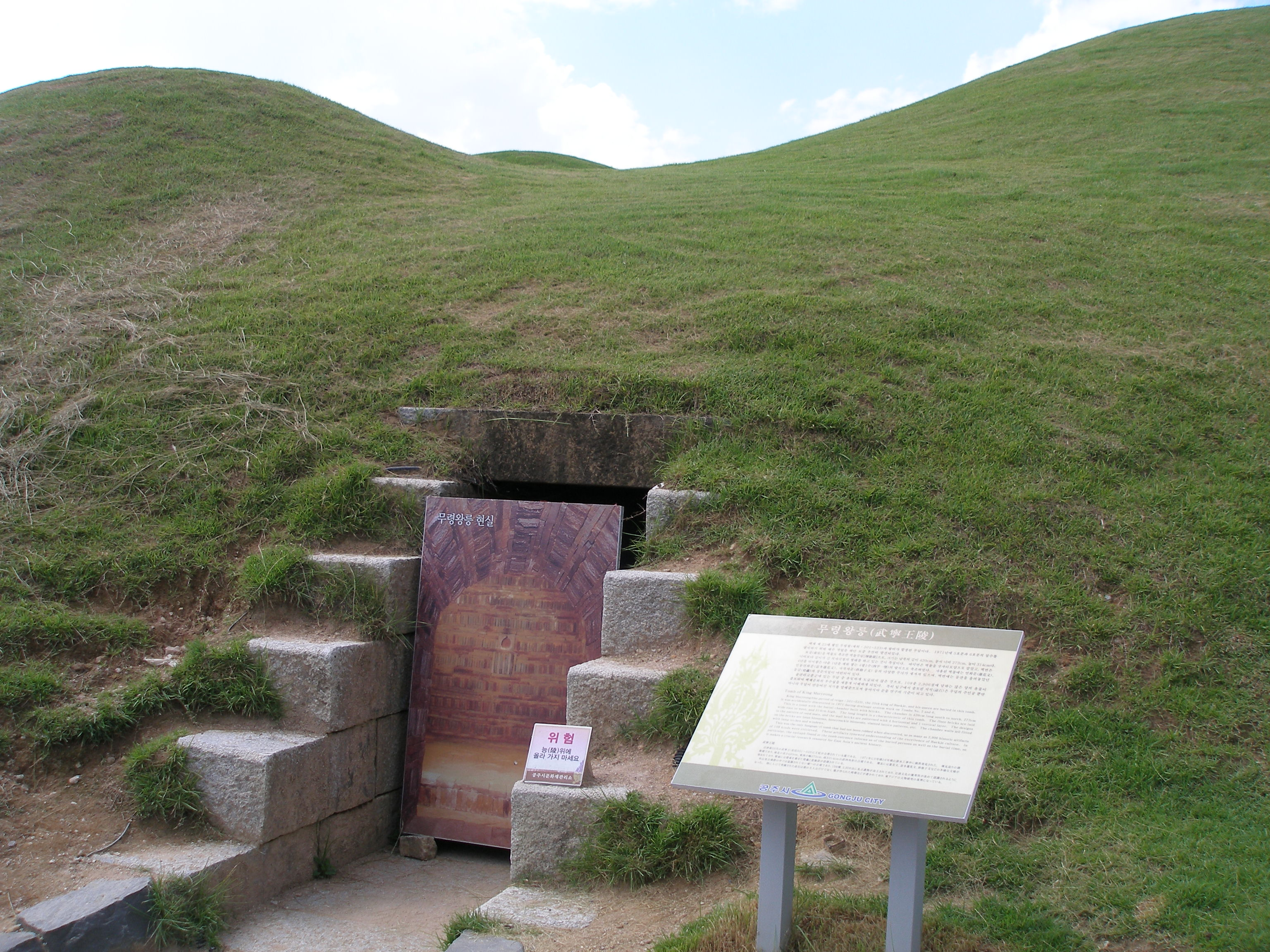
آرامگاه پادشاه موریونگ

درسال ۱۹۷۱ میلادی، مقبره پادشاه موریونگ در سونگسانری، گنگجو، کره جنوبی محلی که او با ملکه‌اش به خاک سپرده شده بود کشف و حفاری شد.
درسال ۲۰۰۱ میلادی، امپراتور ژاپن، آکی‌هیتو به خبرنگاران گفت: «من از طرف خودم، با کره احساس خویشاوندی خاصی دارم، با توجه به اینکه در تاریخ ژاپن ثبت شده است که مادر امپراتور کانمو یکی از نوادگان پادشاه موریونگ است.» این اولین بار بود که یک امپراتور ژاپن علناً یک خون کره‌ای را در خط امپراتوری معرفی کرد. به گفته شوکو نیهونگی، مادر امپراتور کانمو، «تاکانو نو نیگاسا» از نوادگان شاهزاده جوندا، پسر پادشاه موریونگ است که درسال ۵۱۳ میلادی در ژاپن درگذشت.

## خانواده
- پدر: بویو گونجی
- مادر: ناشناخته
- ملکه بی‌نام
  - پسر نخست: پادشاه سونگ بیست و ششمین پادشاه بکجه - پیش از پادشاه شدن او با نام‌های «بویو میونگ» یا «بویو میونگنونگ» شناخته می‌شد.
  - پسر دوم: شاهزاده جوندا - در بکجه به عنوان «بویو جونتا» شناخته می‌شد، در ژاپن ساکن شد و جد قبیله «نو فوهیتو» شد.[۹]
  - پسر سوم: شیگاکیشی - در بکجه به عنوان «بویو سا» شناخته می‌شد. او درسال ۵۰۵ میلادی به عنوان یک گروگان سیاسی نزد امپراتور بوریتسو به ژاپن فرستاده شد.

## تبارنامه
سامگوک ساگی و سامگوک یوسا می‌گویند که پادشاه موریونگ پسر پادشاه دونگسونگ بوده است، اما نیهون شوکی بیان می‌کند که پادشاه دونگسونگ برادر پادشاه موریونگ بوده است.

### روایت «سامگوک ساگی»، «سامگوک یوسا»
|  |  | پادشاه دونگسونگ 동성왕 |  |  |  |  |  |  |  |  |  |  |  |  |  |  |  |  |  |  |  |  |  |  |  |  |  |  |  |  |  |  |  |
|  |  |                        |  |  |  |  |  |  |  |  |  |  |  |  |  |  |  |  |  |  |  |  |  |  |  |  |  |  |  |  |  |  |  |
|  |  | پادشاه موریونگ 무령왕  |  |  |  |  |  |  |  |  |  |  |  |  |  |  |  |  |  |  |  |  |  |  |  |  |  |  |  |  |  |  |  |
|  |  |                        |  |  |  |  |  |  |  |  |  |  |  |  |  |  |  |  |  |  |  |  |  |  |  |  |  |  |  |  |  |  |  |
|  |  | پادشاه سونگ 성왕       |  |  |  |  |  |  |  |  |  |  |  |  |  |  |  |  |  |  |  |  |  |  |  |  |  |  |  |  |  |  |  |

### روایت «نیهون شوکی»
|  |  |                |                |                |                |                |                |                       |                       |                       |                       |                       |                       | بویو گونجی 곤지  |                  |                  |                  |                  |                  |                        |                        |                        |                        |                        |                        |  |  |  |  |  |  |  |  |  |  |  |  |  |  |  |  |  |  |
|  |  |                |                |                |                |                |                |                       |                       |                       |                       |                       |                       |                  |                  |                  |                  |                  |                  |                        |                        |                        |                        |                        |                        |  |  |  |  |  |  |  |  |  |  |  |  |  |  |  |  |  |  |
|  |  |                |                |                |                |                |                |                       |                       |                       |                       |                       |                       |                  |                  |                  |                  |                  |                  |                        |                        |                        |                        |                        |                        |  |  |  |  |  |  |  |  |  |  |  |  |  |  |  |  |  |  |
|  |  |                |                |                |                |                |                | پادشاه موریونگ 무령왕 | پادشاه موریونگ 무령왕 | پادشاه موریونگ 무령왕 | پادشاه موریونگ 무령왕 | پادشاه موریونگ 무령왕 | پادشاه موریونگ 무령왕 |                  |                  |                  |                  |                  |                  | پادشاه دونگسونگ 동성왕 | پادشاه دونگسونگ 동성왕 | پادشاه دونگسونگ 동성왕 | پادشاه دونگسونگ 동성왕 | پادشاه دونگسونگ 동성왕 | پادشاه دونگسونگ 동성왕 |  |  |  |  |  |  |  |  |  |  |  |  |  |  |  |  |  |  |
|  |  |                |                |                |                |                |                | پادشاه موریونگ 무령왕 | پادشاه موریونگ 무령왕 | پادشاه موریونگ 무령왕 | پادشاه موریونگ 무령왕 | پادشاه موریونگ 무령왕 | پادشاه موریونگ 무령왕 |                  |                  |                  |                  |                  |                  | پادشاه دونگسونگ 동성왕 | پادشاه دونگسونگ 동성왕 | پادشاه دونگسونگ 동성왕 | پادشاه دونگسونگ 동성왕 | پادشاه دونگسونگ 동성왕 | پادشاه دونگسونگ 동성왕 |  |  |  |  |  |  |  |  |  |  |  |  |  |  |  |  |  |  |
|  |  |                |                |                |                |                |                |                       |                       |                       |                       |                       |                       |                  |                  |                  |                  |                  |                  |                        |                        |                        |                        |                        |                        |  |  |  |  |  |  |  |  |  |  |  |  |  |  |  |  |  |  |
|  |  | بویو جودا 순타 | بویو جودا 순타 | بویو جودا 순타 | بویو جودا 순타 | بویو جودا 순타 | بویو جودا 순타 |                       |                       |                       |                       |                       |                       | پادشاه سونگ 성왕 | پادشاه سونگ 성왕 | پادشاه سونگ 성왕 | پادشاه سونگ 성왕 | پادشاه سونگ 성왕 | پادشاه سونگ 성왕 |                        |                        |                        |                        |                        |                        |  |  |  |  |  |  |  |  |  |  |  |  |  |  |  |  |  |  |

## فرهنگ مدرن
- توسط «لی جه‌ریونگ» درمجموعه تلوزیونی «سوبکهیانگ، دختر امپراتور»، MBC درسال ۲۰۱۳ به تصویر کشیده شد.